# リカルド・ナシメント
リカルド・ヌノ・ケイロス・ナシメント（ポルトガル語: Ricardo Nuno Queirós Nascimento、1974年4月19日 - ）は、ポルトガルの元サッカー選手。ポジションはMF。
Kリーグ時代の登録名はヒカルド（ハングル: 히칼도）。

## 選手歴
ヴィラ・ノヴァ・デ・ガイアで生まれ、レイションイスSCでトップチームに昇格しリーガ・デ・オンラで選手となった。その後、ボアヴィスタFCやCDアヴェス、ヴァルジンSC、ジル・ヴィセンテFCといった国内のチームに在籍した。2000年にディヴィジョン・ドゥのモンペリエHSCに移籍したものの、出場はわずか4試合に止まり、翌年ジウ・ヴィセンテに復帰した。
その後SCブラガ等を経て、2005年2月にFCソウルに自由契約でリオ・アヴェFCから移籍。Kリーグではアシスト王を獲得した。2007年にポルトガルに戻りCDトロフェンセに加入、同クラブのプリメイラ・リーガ昇格に貢献した。その後2008年11月に同クラブを退団、三度アヴェスに移籍した。彼はこの移籍について「心のクラブに帰ってきた」と述べたが、年齢もあり出場機会は少なく、2010年6月に36歳で同クラブを退団し選手を引退した。

## タイトル

### クラブ
ボアヴィスタ
- タッサ・デ・ポルトガル:1996–97

FCソウル
- 韓国リーグカップ: 2006

準優勝: 2007
トロフェンセ
- リーガ・デ・オンラ: 2007–08

### 個人
- Kリーグアシスト王: 2005